# Come porti i capelli bella bionda
Come porti i capelli bella bionda è una canzone popolare italiana, di probabile origine veneta, ma diffusa in tutto il Nord Italia.
È stata portata al successo da Cochi e Renato, che la presentarono durante il loro spettacolo Il poeta e il contadino del 1973. In precedenza era stata interpretata anche da altri artisti, tra cui Orietta Berti e Mina in duetto con Gianni Morandi.

## Incisioni
- Orietta Berti, Come porti i capelli bella bionda/La Marianna/La bella Gigogin/Il cielo è una coperta ricamata (1972)
- Cochi e Renato, Il poeta e il contadino (1973, arrangiamento di Enzo Jannacci, Cochi Ponzoni, Renato Pozzetto)
- Tukano, Italian Carnaval 5 (1987)
- Mina, Signori... Mina! vol. 4 (1993, arrangiamento di Gianni Ferrio)
- I Girasoli, L'uva fogarina (1997)